# 弗倫奇斯克里克鎮區 (北卡羅萊納州布拉登縣)
弗倫奇斯克里克鎮區（英語：Frenches Creek Township）是位於美國北卡羅萊納州布拉登縣的一個鎮區。

## 地方資料
弗倫奇斯克里克鎮區的面積為208.23平方千米，皆為陸地。根據2020年美國人口普查的數據，當地共有人口761人，而人口密度為每平方千米3.65人。